# Parapagurus nudus
Parapagurus nudus is een tienpotigensoort uit de familie van de Parapaguridae. De wetenschappelijke naam van de soort werd in 1891 voor het eerst geldig gepubliceerd door Alphonse Milne-Edwards.